# 영암 월곡리 느티나무
영암 군서면의 느티나무는 대한민국의 천연기념물이다.